# James Bree
James Patrick Bree (Wakefield, 11 oktober 1997) is een Engels voetballer die bij voorkeur als rechtsback speelt. Hij tekende in januari 2017 bij Aston Villa.

## Clubcarrière
Bree maakte na vijf jaar in de jeugdopleiding van Barnsley zijn debuut in de eerste ploeg op 3 mei 2014 tegen Queens Park Rangers. Op 2 september 2014 kreeg hij zijn eerste basisplaats in het bekerduel tegen York City. Op 25 januari 2017 werd Bree voor 3,5 miljoen euro verkocht aan Aston Villa. Op 4 februari 2017 debuteerde hij voor zijn nieuwe club in het competitieduel tegen Nottingham Forest.